# Linus Loves
Linus Loves was een Schots danceproject van producer Duncan Reid. Tussen 2003 en 2005 was ook Kevin McKay deel van Linus Loves. De band werd vooral bekend met de single Stand Back (2003) en het album Stage Invader (2006). Ook maakt Linus Loves enkele remixen voor grote artiesten.

## Geschiedenis
Duncan Reid laat voor het eerst van zich horen met Linus Loves met de single Body & Soul (2001). Die wordt uitgebracht bij het label Glasgow Underground, dat eigendom is van Kevin McKay. McKay is mede-oprichter van het Breastfed-label, dat hij samen met producer Mylo uitbaat. Mylo is dan bezig aan zijn album Destroy Rock n' Roll, maar het label heeft te weinig budget voor een goede marketing campagne. Zodoende wil McKay eerst een hit maken om voldoende geld te hebben. Mylo en McKay gaan daarvoor een samenwerking aan met Reid. Ze produceren The Terrace, dat gebaseerd is op de melodie van de hit Stand back van Stevie Nicks. Dat idee nemen ze over van Felix da Housecat. Het is een bescheiden hitje in de zomer van 2003. In het najaar van 2003 doen ze dit over door een volledige cover van Stand Back te maken, die ze door Sam Obernik laten inzingen. Dit wordt een grotere hit, en met het geld wordt de campagne voor Mylo gefinancierd. Met McKay maakt Reid in de periode 2003-2005 nog enkele singles. De groep maakt in deze periode ook remixes voor Paul McCartney, Elton John, Britney Spears en Fatboy Slim.
In 2005 eindigt de samenwerking en gaat Reid alleen verder. In de lente van 2006 brengt hij het album Stage Invader uit. Hoewel het album goede kritieken krijgt, is het geen heel groot verkoopsucces. Wel krijgt hij nog enkele lucratieve remix opdrachten voor artiesten als Scissor Sisters, Mika en Justin Timberlake. Veel van die remixes worden verzameld op Remix Showreel. In 2009 laat Reid nog eenmaal van zich horen met de single Prom Night. Daarna verdwijnt hij uit beeld.

## Discografie
Albums
- Stage Invader (2006)
- Remix Showreel (verzamel) (2006)

- MusicBrainz: a050d420-a1a1-478e-8863-9dca8cb5c61e
- Nationale Bibliotheek van Tsjechië: xx0202009
- Virtual International Authority File: 263145969989132250264